# Without Me (chanson d'Eminem)
Pour les articles homonymes, voir Without Me.
Singles de Eminem
Stan
(2000) Cleanin' Out My Closet
(2002)
Without Me est une chanson du rappeur américain Eminem. C'est le premier single extrait de son quatrième album intitulé The Eminem Show sorti en 2002. Without Me a été numéro 1 dans de nombreux pays.

## Contenu
La chanson annonce le retour d'Eminem après son album The Marshall Mathers LP, qui est à la suite de « The real slim shady» et affirme essentiellement qu'il revient pour sauver le monde. Elle se rapporte également au rôle d'Eminem dans l'industrie musicale et ses effets culturels.
Dans la chanson, Eminem se moque d'un certain nombre de personnalités, y compris Dick Cheney et son épouse Lynne Cheney, FCC et MTV, Chris Kirkpatrick de NSYNC (parce que celui-ci l’a attaqué en 2000 quand il a été arrêté pour possession illégale d’un pistolet), Limp Bizkit et Moby, aussi bien que des comparaisons parodique d'Eminem à Elvis Presley en tant qu'homme blanc réussissant commercialement dans une forme d’art principalement afro-américaine. Une ligne de la chanson attaque également sa propre mère pour le procès qu'elle a intenté contre lui pour les paroles de la chanson My Name Is. La phrase « I know that you got a job Ms. Cheney/but your husband's heart problem's complicating » est une référence aux problèmes cardiaques du vice-président Dick Cheney, qui a eu quatre crises cardiaques depuis 1976.
La ligne d'ouverture de la chanson « Two trailer park girls go round the outside » est basé sur le single "Buffalo Gals" de Malcolm McLaren (l'un des premiers morceaux rap, en 1982), tandis que l'introduction d'Obie Trice « Obie Trice, real name no gimmicks » est prélevé de sa propre chanson « Rap Name ».
Certains des textes sont changés sur la version de radio, comme « This is about to get heavy » et « Jiggle your hips ».
La chanson a été parodiée sur All That, une émission de sketches sur Nickelodeon, comme « Without Meat ». Elle a été également parodiée dans MADtv sur Fox, comme « Whats on TV? ». Elle a été également parodiée par LittleKuriboh, créateur de « Yu-Gi-Oh: The Abridged Series », intitulée « Without Yugi ».

## Distinctions
Without Me a été nommé pour chanson de l'année au Grammy Awards de 2003 (remporté par la chanson de Norah Jones Don't Know Why) : c'était la première chanson d'Eminem nommée au Grammy Awards dans une catégorie importante. Elle a également reçu une nomination pour Best Male Rap Solo Performance (remporté par la chanson "Hot in Herre" de rappeur Nelly).

## Clip
Le clip filmé en avril 2002. de la chanson comporte un certain nombre de scénarios établis autour de son contexte, y compris Eminem et Dr. Dre parodiant la bande dessinée : Batman, Robin et Blade essayent de sauver un enfant qui a acheté une copie de The Eminem Show. Eminem et ses héros se précipitent pour sauver l'enfant avant qu’il n'écoute le CD : ils le lui arrachent en lui montrant qu'il a des textes choquants. Eminem apparaît également nu-pieds dans toute une partie de la vidéo, où il est sur un lit d'hôpital, poussé dans une salle (une référence à l'Emergency Room (ER) de la série télévisée Urgences, ici appelée EM comme EmineM). La star pornographique Jenna Jameson et le mannequin Kiana Tom apparaissent dans le lit avec Eminem au début de la vidéo. Eminem apparaît aussi déguisé, notamment en Oussama ben Laden et il est chassé par D-12, en présentateur de publicités, en sa mère Debbie Mathers-Briggs renversée, et en Moby. La vidéo comporte également une Lamborghini Murcielago.
En 2002, le clip de "Without Me" reçoit plusieurs prix aux MTV Video Music Awards : vidéo de l'année, meilleure vidéo masculine, meilleure vidéo rap, et meilleure réalisation pour le réalisateur Joseph Kahn. le clip de « Without Me » est également nommés dans les catégories meilleur montage et choix des téléspectateurs. La vidéo a également gagné le prix du meilleur clip aux Grammy Awards de 2003.
Cette vidéo apparaît dans un certain nombre d’autres vidéos d'autres artistes, comme celle de « In da Club » de 50 Cent et « I Know You Don't Love Me » de Tony Yayo.

## Dans la culture populaire
La chanson figure dans la bande originale du film Suicide Squad de 2016.
L'avocat Alex Spiro, dans une requête déposée par Elon Musk contre la SEC pour obtenir l'annulation du décret de la SEC exigeant que ses tweets concernant Tesla soient examinés avant publication, a déclaré : « Elle (La SEC) ne me laisse pas être moi-même, alors laissez-moi voir ; ils ont essayé de me faire taire », remplaçant ainsi FCC par SEC.
En 2024, Eminem a samplé « Without Me » pour sa chanson « Houdini ». Le clip rend également un vibrant hommage à la vidéo de « Without Me ».
Après son retour à la tête du parti Reform UK lors des élections générales britanniques de 2024, Nigel Farage a utilisé la chanson comme thème de campagne personnel. « Without Me » a également été utilisé dans ses vidéos sur les réseaux sociaux, ainsi que lors de la préparation du discours de son chef lors de la Conférence annuelle de la Réforme en septembre 2024.
La chanson est utilisée comme célébration de but des Red Wings de Détroit de la Ligue nationale de hockey (LNH) depuis la saison 2023-2024.

## Classements
La chanson a été numéro un dans beaucoup de charts nationaux : le Royaume-Uni, l'Australie et la Nouvelle-Zélande pendant 7 semaines. Elle a également atteint le numéro deux du Hot 100 aux États-Unis. Lose Yourself, Crack a Bottle, Not Afraid et Love The Way You Lie seront ses seules chansons à avoir atteint le numéro un.
| Classement / pays (2002)                                      | Meilleure position |
| ------------------------------------------------------------- | ------------------ |
| Australie - ARIA Charts                                       | 1                  |
| Autriche - Ö3 Austria Top 40                                  | 1                  |
| Belgique - Flandre (Ultratop 50)                              | 2                  |
| Belgique - Région wallonne / Bruxelles-Capitale (Ultratop 40) | 1                  |
| Canada - Canadian Singles Chart                               | 4                  |
| Danemark - Tracklisten                                        | 1                  |
| Pays-Bas - Nederlandse Top 40                                 | 1                  |
| Finlande - Suomen virallinen lista                            | 2                  |
| France - SNEP                                                 | 3                  |
| Irlande - IRMA                                                | 1                  |
| Italie - FIMI                                                 | 2                  |
| Nouvelle-Zélande - RIANZ                                      | 1                  |
| Norvège - VG-lista                                            | 1                  |
| Roumanie - Romanian Top 100                                   | 1                  |
| Suède - Sverigetopplistan                                     | 1                  |
| Suisse - Schweizer Hitparade                                  | 1                  |
| Royaume-Uni - UK Singles Chart                                | 1                  |
| États-Unis - Billboard Hot 100                                | 2                  |
| États-Unis - Billboard Hot R&B/Hip-Hop Singles & Tracks       | 13                 |
| États-Unis - Billboard Hot Rap Tracks                         | 5                  |

### Certifications
| Pays             | Certification | Date              | Vente     |
| ---------------- | ------------- | ----------------- | --------- |
| Australie        | 9 × Platine   | 2020              | 630 000   |
| Autriche         | Platine       | 30 décembre 2002  | 30 000    |
| Belgique         | Platine       | 13 juillet 2002   | 40 000    |
| France           | Or            | 5 février 2003    | 250 000   |
| Allemagne        | Platine       | 2018              | 500 000   |
| Nouvelle-Zélande | 4 × Platine   | 22 septembre 2002 | 60 000    |
| Norvège          | 2 × Platine   | 2002              | 20 000    |
| Suède            | Platine       | 13 juin 2002      | 30 000    |
| Suisse           | Platine       | 2002              | 40 000    |
| Royaume-Uni      | 2 × Platine   | 21 décembre 2018  | 1 200 000 |
| États-Unis       | 4 × Platine   | 28 février 2018   | 4 000 000 |

## Sources
- (en) Cet article est partiellement ou en totalité issu de l’article de Wikipédia en anglais intitulé « Without Me » (voir la liste des auteurs).